# Rifugio d'Argentière
Il rifugio d'Argentière (in francese refuge d'Argentière) è un rifugio situato nel comune di Chamonix-Mont-Blanc (Alta Savoia), nella valle dell'Arve, nelle Alpi del Monte Bianco, a 2771 m s.l.m..

## Caratteristiche e informazioni
Il rifugio si trova ai bordi del ghiacciaio d'Argentiere. Dispone di 150 posti letto; 45 posti nella parte non custodita.

## Accessi
Si può salire al rifugio partendo dalla stazione di arrivo della teleferica dei Grands-Montets (3300 m). Di qui si tratta di scendere sul ghiacciaio del Rognon e poi di attraversare il ghiacciaio d'Argentiere. Il tempo di percorrenza è di circa due ore.

## Ascensioni
- Les Droites – 4000 m
- Aiguille d'Argentière – 3901 m
- Aiguille de Triolet – 3874 m
- Tour Noir – 3836 m

## Traversate
- Rifugio del Trient – 3170 m